# Vièvre
 (juin 2025).
Motif : l'utilisateur qui a apposé ce bandeau n'a pas précisé le motif de la pose.
- Archive Wikiwix
- Bing
- Cairn
- DuckDuckGo
- E. Universalis
- Gallica
- Google
- G. Books
- G. News
- G. Scholar
- Persée
- Qwant
- (zh) Baidu
- (ru) Yandex

| 1. | Préciser le motif de la pose du bandeau. | Précisez le motif de la pose du bandeau en utilisant la syntaxe suivante : {{admissibilité à vérifier\|date=juin 2025\|motif=remplacez ce texte par le motif}}              |
| 2. | Informer les utilisateurs concernés.     | Pensez à avertir le créateur de l'article, par exemple, en insérant le code ci-dessous sur sa page de discussion : {{subst:avertissement admissibilité à vérifier\|Vièvre}} |

Le Vièvre est un pays du Lieuvin dans le département de l'Eure en Normandie.
Il est situé en lieu et place de l'ancienne forêt du Vièvre, terra Guevre citée en 1066, foresta Guevra à la fin du XIe siècle, évoquée à propos de la paroisse de Saint-Benoît-des-Ombres.
La forêt du Vièvre (Wewra, Wievre, au XIIe siècle) occupait la rive gauche de la Risle, entre Brionne, Lieurey et Pont-Audemer.
Au XIe siècle elle appartient à l'évêque d'Avranches, Jean d'Ivry, qui vend une terre à l’abbaye Saint-Pierre de Préaux et donne l'église de Saint-Georges-du-Vièvre à l'abbaye du Bec.
Les défrichements des XIe au XIIe siècle permettent la création et l'expansion de plusieurs paroisses.